# Elecciones parlamentarias de Croacia de 2007
Las elecciones parlamentarias se celebraron en Croacia el 25 de noviembre de 2007 y los votantes en el extranjero lo hicieron el 24 y 25 noviembre. La campaña oficialmente empezó el 3 de noviembre. El Presidente de Croacia anunció elecciones el 17 de octubre y 14 días estuvieron reservados para registrar las listas de candidatos.
Para impedir el fraude electoral, como votos de los difuntos, o las personas que votan dos veces en ubicaciones diferentes. Se decidió que no se podían registrar votantes hasta antes de 14 días antes de la elección.
En tres locales, la elección estuvo repetida el 9 de diciembre de 2007; mientras esto podría no y no cambió el resultado final según lo que los mandatos están preocupados,  signifique el resultado final devino sabido sólo el 11 de diciembre de 2007.
La gobernante Unión Democrática Croata (HDZ) ganó la elección pero solo ganó más votos con respecto a las anteriores elecciones considerando el mismo número de escaños. La oposición liderada por el Partido Socialdemócrata de Croacia (SDP) obtuvo su mejor resultado como partido al subir un tercio de sus votantes tras las anteriores elecciones y 22 escaños más, pero fue una victoria agridulce dado el hecho de que no logró formar un gobierno contra Sanader. La elección resultó en la formación del gabinete Sanader II apoyado por el HDZ, HSS, HSLS y los representantes de minorías nacionales.

## Distritos electorales de Croacia

Distritos electorales de Croacia, en los cuadrados se representan los otros 2 distritos electorales.

Desde 1999 Croacia ha sido dividida en 10 distritos electorales todos con población de 250 000 - 300 000 votantes. Cada electorado elige hasta 14 escaños elegidos por el sistema d´Hondt.
En el 11.º distrito electoral, hasta 12 miembros están escogidos por representación proporcional - según un número de votantes en Croacia - para representar los ciudadanos croata que residen en el extranjero (conocidos como los votantes de la diáspora) y 8 miembros de las minorías/nacionalidades étnicas.
Cabe señalar que en Croacia, el umbral oficial es del 5% para partidos y coaliciones. Sin embargo, dado que el país está dividido en 10 distritos electorales con 14 representantes electos cada uno, a veces el umbral puede ser más alto, dependiendo de la cantidad de "listas caídas" (listas que no obtienen al menos 5%). Si se pierden muchos votos de esta manera, una lista que obtiene apenas más del 5% todavía obtendrá un asiento, mientras que si hay un pequeño número de partes que todas superan el umbral, el umbral real ("natural") está cerca de 7.15%. Este sistema es muy favorable para los partidos regionales, es decir, para los partidos que obtienen sus votos en un solo electorado (ver IDS, HDSSB), y es desfavorable para las partes que tienen un mayor número pero están diseminadas por toda la nación (ver HSU y HSP).
Esto también hizo que la formación de coaliciones postelectorales fuera algo impredecible, ya que el éxito general de uno de los partidos más importantes puede resultar efectivamente contraproducente si se logra a expensas de su socio previsible, haciendo que no traspase el umbral en algunos o todos los electorados (le sucedió a la coalición liderada por HDZ en elecciones de 2003). 

## Resultados
|  | 36.62 % |

|  | 31.69 % |

|  | 6.79 % |

|  | 6.53 % |

|  | 4.08 % |

|  | 3.29 % |

|  | 11.00 % |

|  | 98.37 % |

|  | 1.63 % |

|  | 100.00 % |

|  | 59.47 % |

### Análisis

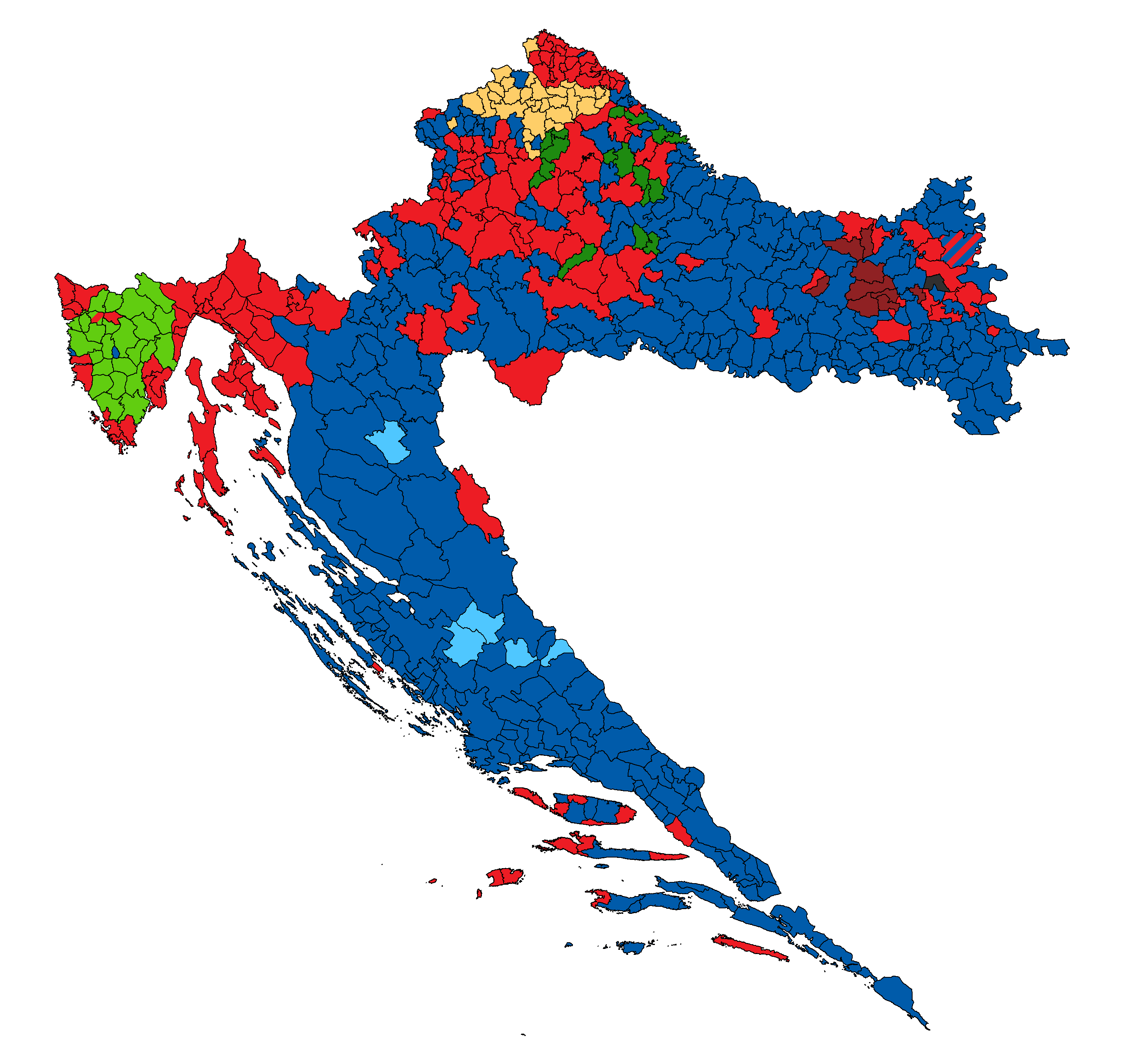
Resultados de la elección basada en la mayoría de votos en cada municipio de Croacia

La mayoría de las encuestas, un par de días antes de las elecciones, predecían un estrecho resultado entre la gobernante Unión Democrática Croata y el opositor Partido Socialdemócrata de Croacia. La noche de las elecciones, después de que se cerraran todas las encuestas en todo el país, todas las principales cadenas de televisión publicaron los resultados de las encuestas de salida. Todas mostraron a los socialdemócratas con una ligera ventaja. Ninguna de las encuestas a boca de urna, sin embargo, tuvo en cuenta los votos provenientes de los ciudadanos que viven en el extranjero, que tienden a votar por la opción más conservadora. Los primeros resultados oficiales publicados a las 9 p. m. mostró HDZ con una ligera ventaja es deir el HDZ. Ivo Sanader pronunció un discurso de victoria cerca de la medianoche diciendo que formaría el próximo gobierno. A pesar de la pérdida de las elecciones, el SDP individualmente como partido logró su mejor resultado, incluso mejor que el resultado de la elección del 2000 cuando lideró la coalición de gobierno. La mayoría de los partidos más pequeños perdieron escaños, el Partido Popular Croata - Demócratas Liberales perdió 4 escaños de las elecciones de 2003, el Partido Campesino Croata también perdió 4 escaños y el Partido Croata de Derechos de extrema derecha obtuvo los peores resultados electorales desde la década de 1990 perdiendo 7 escaños y solo se quedó con 1.
Las minorías nacionales eligieron 8 representantes a través de un sistema de elección separado: Milorad Pupovac (25,3% de votos), Vojislav Stanimirović (21,5%) y Ratko Gajica (15,8%) para la minoría Serbia, Deneš Šoja (47,8%) para la minoría húngara, Furio Radin (88,8%) para la minoría italiana, Zdenka Čuhnil (26%) para las minoría checa y eslovaca, Nazif Memedi (12,8%) para la minoría austríaca, búlgara, alemana, judía, rusa, turca, ucraniana y Šemso Tanković (30,9%) para las minorías albanés, bosnias, macedonias, montenegrinas y eslovenas.

### Resultados por distrito electoral
| Distrito | I       | II     | III    | IV     | V      | VI     | VII    | VIII   | IX     | X      |
| -------- | ------- | ------ | ------ | ------ | ------ | ------ | ------ | ------ | ------ | ------ |
| HDZ      | 31,03 % | 31,83% | 23,85% | 31,20% | 42,75% | 34,23% | 35,14% | 21,16% | 52,09% | 44,54% |
| SDP      | 42,07 % | 33,33% | 30,79% | 26,80% | 26,69% | 36,08% | 36,90% | 40,99% | 22,63% | 28,27% |
| HNS      | 6,43 %  | 4,47%  | 25,34% | 4,64%  | 4,31%  | 5,42%  | 5,52%  | 5,21%  | 3,79%  | 4,83%  |
| HSLS-HSS | 4,38%   | 16,53% | 9,95%  | 4,04%  | 5,54%  | 8,27%  | 6,49%  | 2,93%  | 3,29%  | 5,71%  |
| HSU      | 4,87%   | 4,29%  | 3,53%  | 4,89%  | 3,71%  | 4,44%  | 4,53%  | 5,85%  | 3,38%  | 3,03%  |
| HSP      | 2,40%   | 2,93%  | 1,67%  | 7,98%  | 5,19%  | 3,44%  | 3,25%  | 1,81%  | 3,43%  | 3,49%  |
| HDSSB    | —       | —      | —      | 15,23% | 6,00%  | —      | —      | —      | —      | —      |
| IDS      | —       | —      | —      | —      | —      | —      | —      | 16,18% | —      | —      |

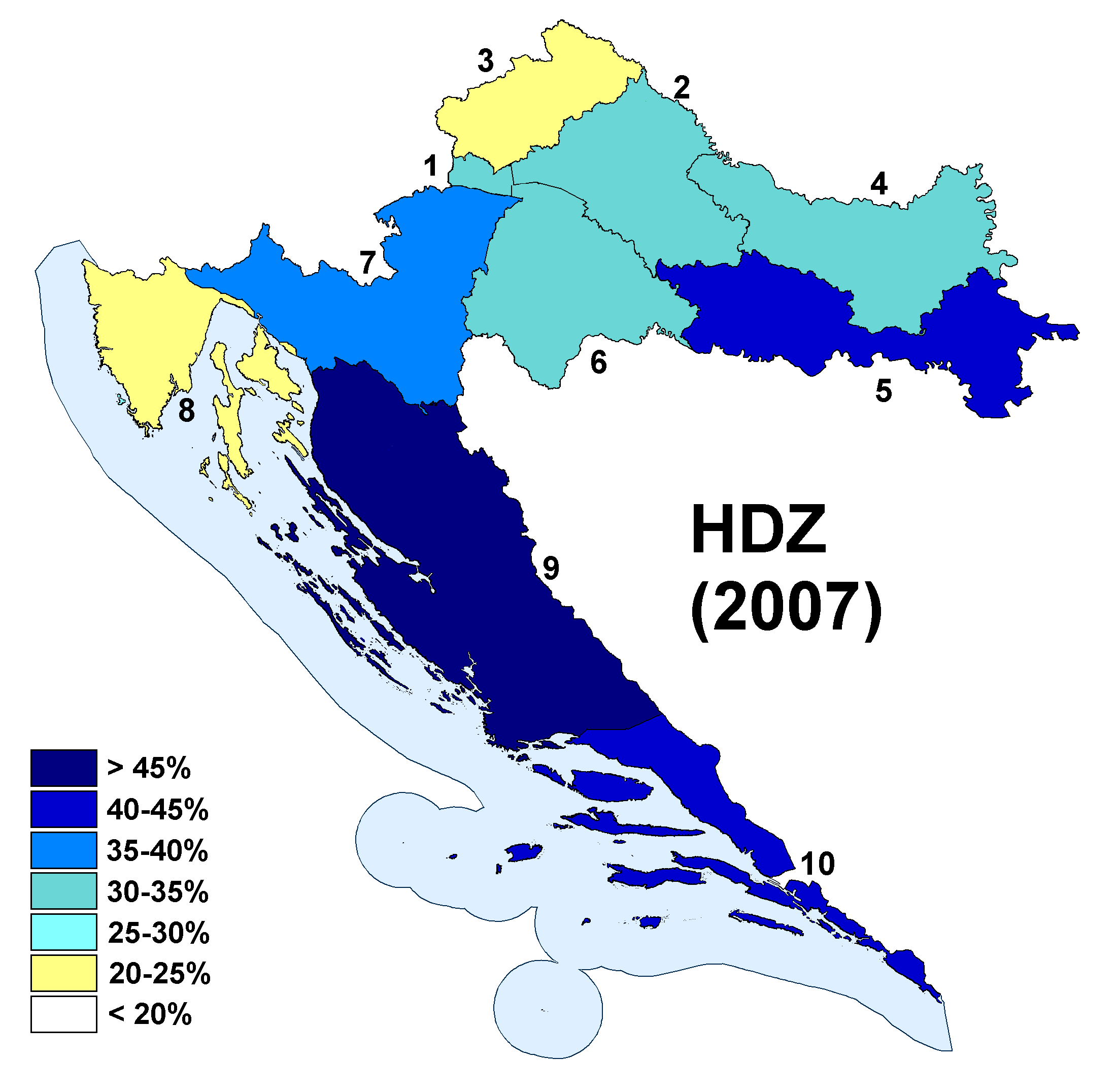
HDZ Resultado
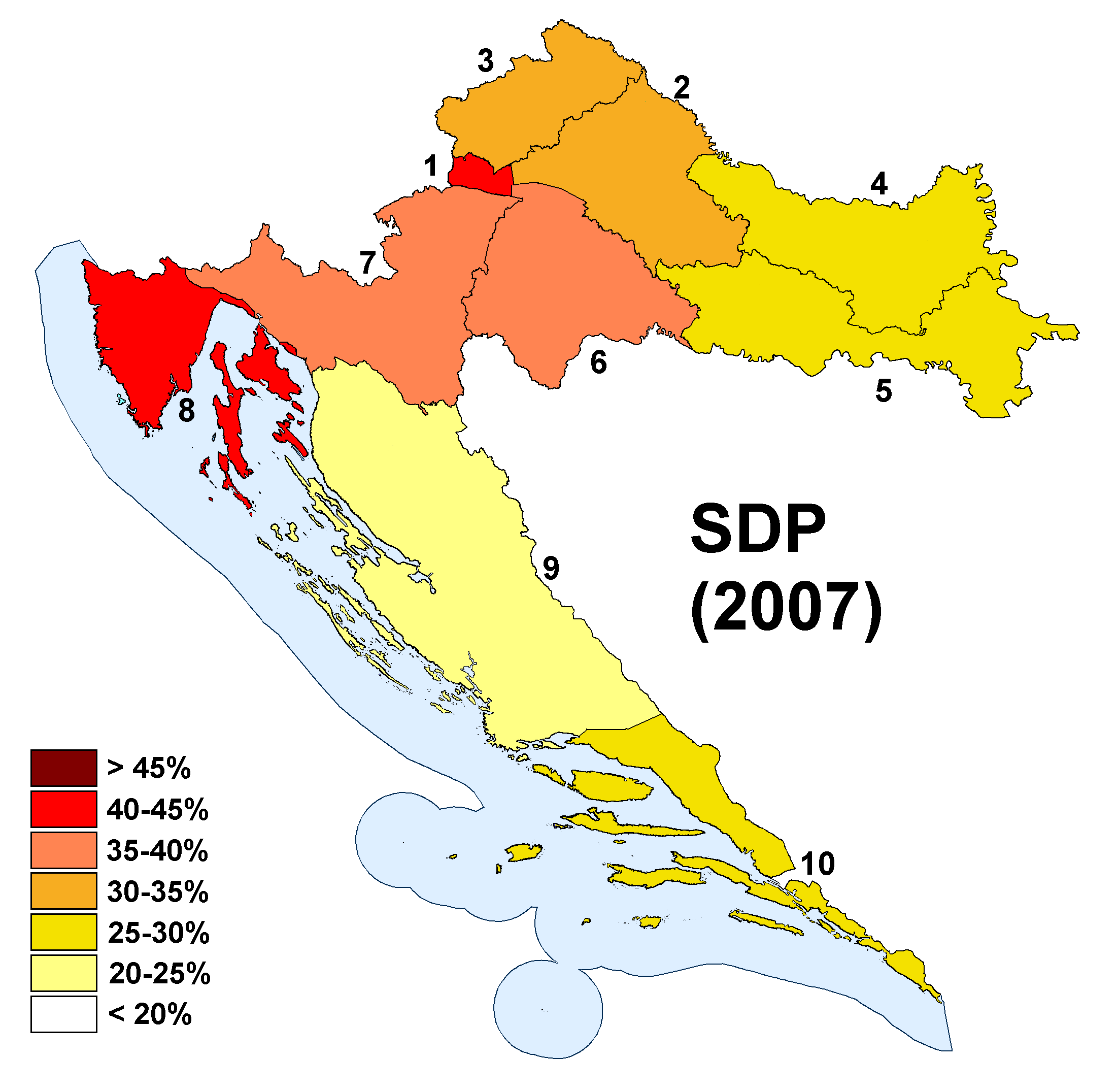
SDP Resultado
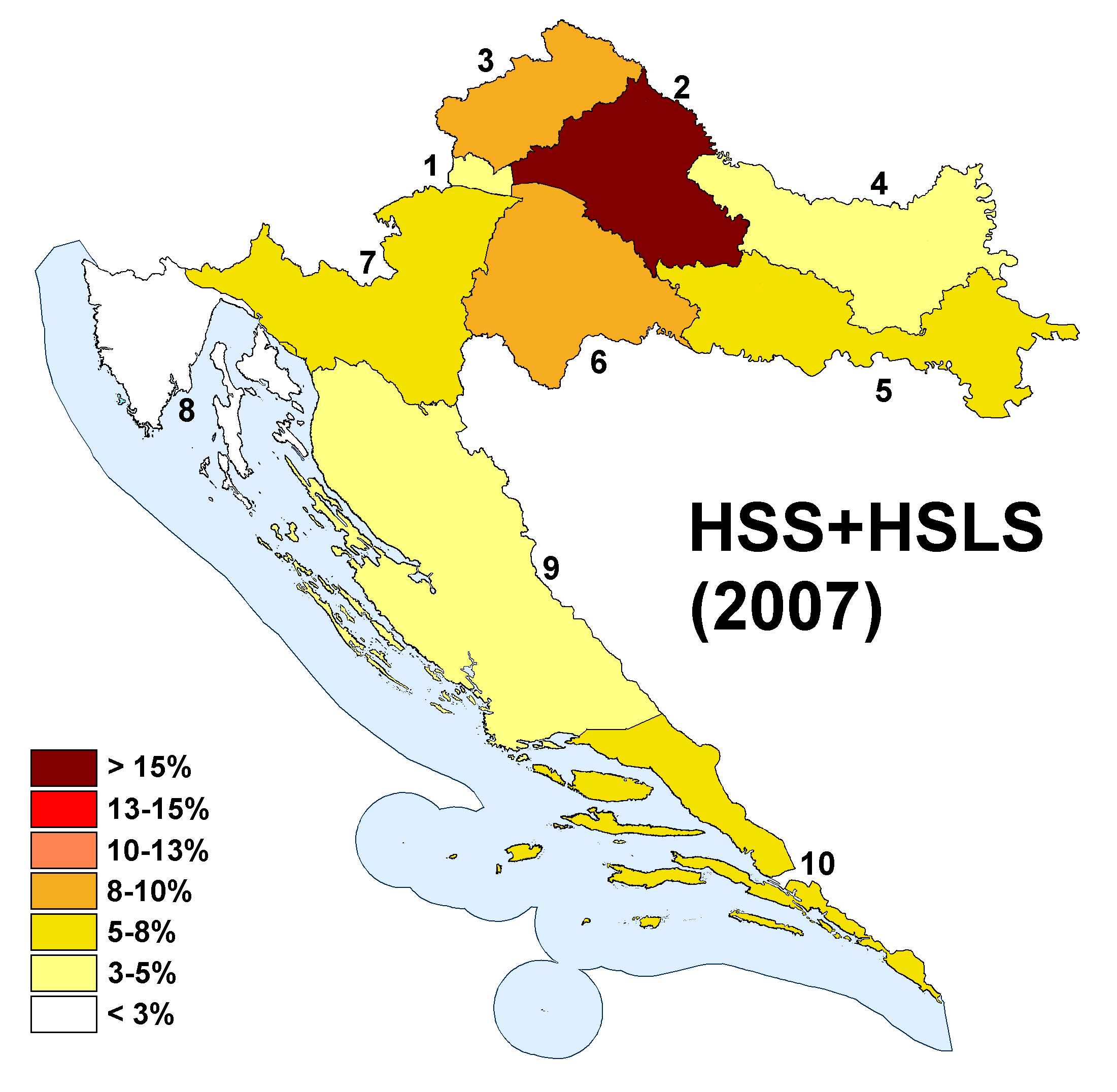
HSS-HSLS Resultado
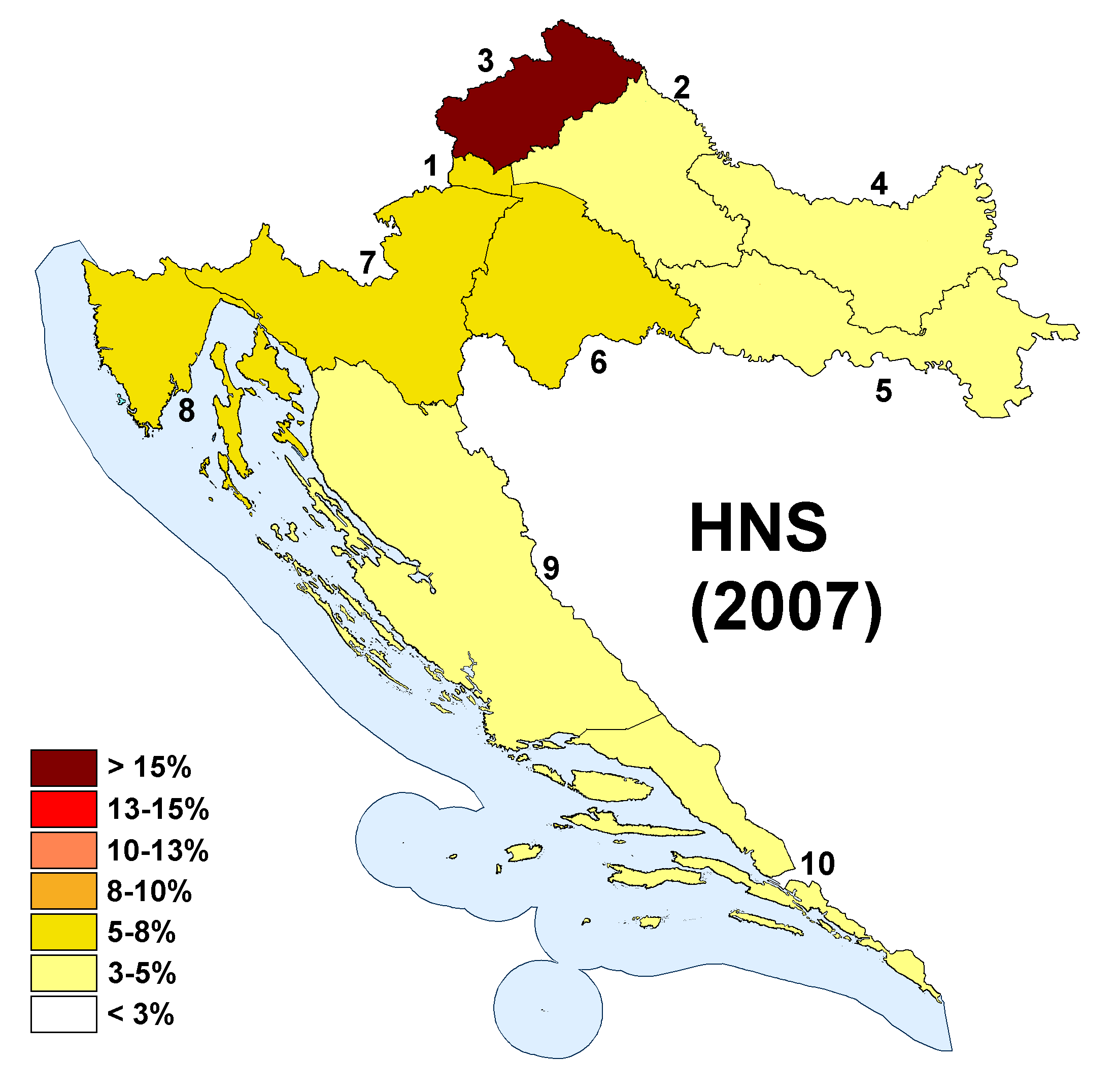
HNS Resultado

## Formación de gobierno
La noche de las elecciones, después de que se anunciaron las primeras proyecciones de los asientos, el presidente de la Unión Democrática Croata anunció que habló con el presidente de la República y que él formará el gobierno. Pocos minutos después de él, el presidente del Partido Socialdemócrata informó al público que él también habló con el presidente y que él también estaba comenzando la formación del gobierno.
El presidente Mesić explicó que su obligación constitucional era otorgar un mandato para formar un gobierno a una persona que le presentara pruebas convincentes de que tienen apoyo de la mayoría del parlamento recién elegido. Cuando el presidente no anunció que entregaría el mandato para formar gobierno a Ivo Sanader, el dirigente del partido con más escaños en el parlamento, este fue criticado por muchos por complicar la situación y empezar una crisis política. El presidente Mesić respondió que estaba siguiendo el artículo 97 de la Constitución de Croacia.
El HDZ, junto con el HSU y el miembro de la minoría nacional romaní Nazif Memedi logró obtener 68 de 77 escaños requirieron para una mayoría mientras que el SDP, HNS, IDS  y SDA juntos tenían 67 asientos. Por lo tanto, la coalición HSS-HSLS que tenía 8 escaños fue el instrumento en la formación de un gobierno. Antes de las elecciones, los líderes de la coalición declararon que primero hablarían con el partido que gana la mayoría de los escaños (sin contar los escaños de la diáspora). Como esto resultó ser HDZ, las negociaciones entre HDZ y HSS-HSLS de una coalición comenzaron el 3 de diciembre.
Aunque HSS-HSLS comenzó a negociar con HDZ, el presidente de SDP Milanović se negó a rendirse y aún afirmó que SDP también estaba en proceso de formación de un gobierno porque SDP, HNS, IDS y SDA ganaron 150 mil votos más que HDZ (no contando diáspora). El HDSSB había declarado su apoyo a SDP si el gobierno formado por el SDP funcionaría "en interés de Eslavonia y Baranja", pero Milanović declaró que creía firmemente que SDP formaría el gobierno incluso sin el apoyo de HDSSB. Aunque hasta el 25 de noviembre Ljubo Jurčić todavía afirmó que era el candidato del SDP para el primer ministro, el 30 de noviembre Milanović anunció que asumía la responsabilidad de formar el gobierno liderado por SDP. Jurčić confirmó que cree que "la responsabilidad del funcionamiento del gobierno debería distribuirse entre los jefes de las partes y ese es el mejor concepto en estas circunstancias". Los jefes de la coalición HSS-HSLS Adlešič y Friščić declararon que esta decisión es «muy importante y podría influir en su decisión sobre a quién apoyarán». Adlešić agregó que Milanović es «mucho mejor candidato principal que Jurčić y que SDP probablemente tenga mejores resultados electorales si Milanović tomó esta decisión antes»
El 12 de diciembre se anunció que las conversaciones de coalición entre HDZ y HSS-HSLS estaban a punto de completarse y Božidar Pankretić anunció que las probabilidades de que HSS-HSLS iniciara conversaciones con SDP eran muy bajas. Tres días más tarde, el presidente Mesić celebró una segunda ronda de consultas con los partidos parlamentarios y se le aseguró que HDZ y HSS-HSLS están terminando sus negociaciones. Mesić consideró que una prueba de que Sanader tenía apoyo de la mayoría de Sabor y le dio un mandato para formar un gobierno. Luego de ese anuncio, Milanović reiteró nuevamente que SDP aún no ha renunciado a formar un gobierno. Sanader describió este comportamiento como «que no encaja con los estándares democráticos» y dijo que el presidente tendría un trabajo mucho más fácil si SDP simplemente reconociera su derrota. La primera sesión del parlamento recién elegido se convocó para el 11 de enero de 2008, y el 12 de enero, el parlamento aprobó el gabinete de Sanader.